# Parc touristique des Combes
 (avril 2016).
Si vous disposez d'ouvrages ou d'articles de référence ou si vous connaissez des sites web de qualité traitant du thème abordé ici, merci de compléter l'article en donnant les références utiles à sa vérifiabilité et en les liant à la section « Notes et références ».
Le parc touristique des Combes est un parc d'attractions français situé au Creusot, en Saône-et-Loire. La fréquentation du parc est en progression ces dernières années. En 2013, le parc accueille 168 000 visiteurs ; l'année suivante, plus de 183 000 visiteurs franchissent les portes du parc d'attractions. En 2019, le parc accueille 257 000 visiteurs. En 2023, la fréquentation du parc des Combes s'établit à 214 000 visiteurs.

## Informations juridiques
Le parc est exploité par l'association : Les Chemins de fer du Creusot immatriculée SIREN sous le N° 379-037-997.

## Attractions

### Montagnes russes
| Nom            | Type                    | Constructeur | Année |
| -------------- | ----------------------- | ------------ | ----- |
| Déval'Train    | Montagnes russes junior | Vekoma       | 2003  |
| Le Boomerang   | Junior Boomerang        | Vekoma       | 2011  |
| Alpine Coaster | Luge sur rail           | Wiegand      | 2007  |

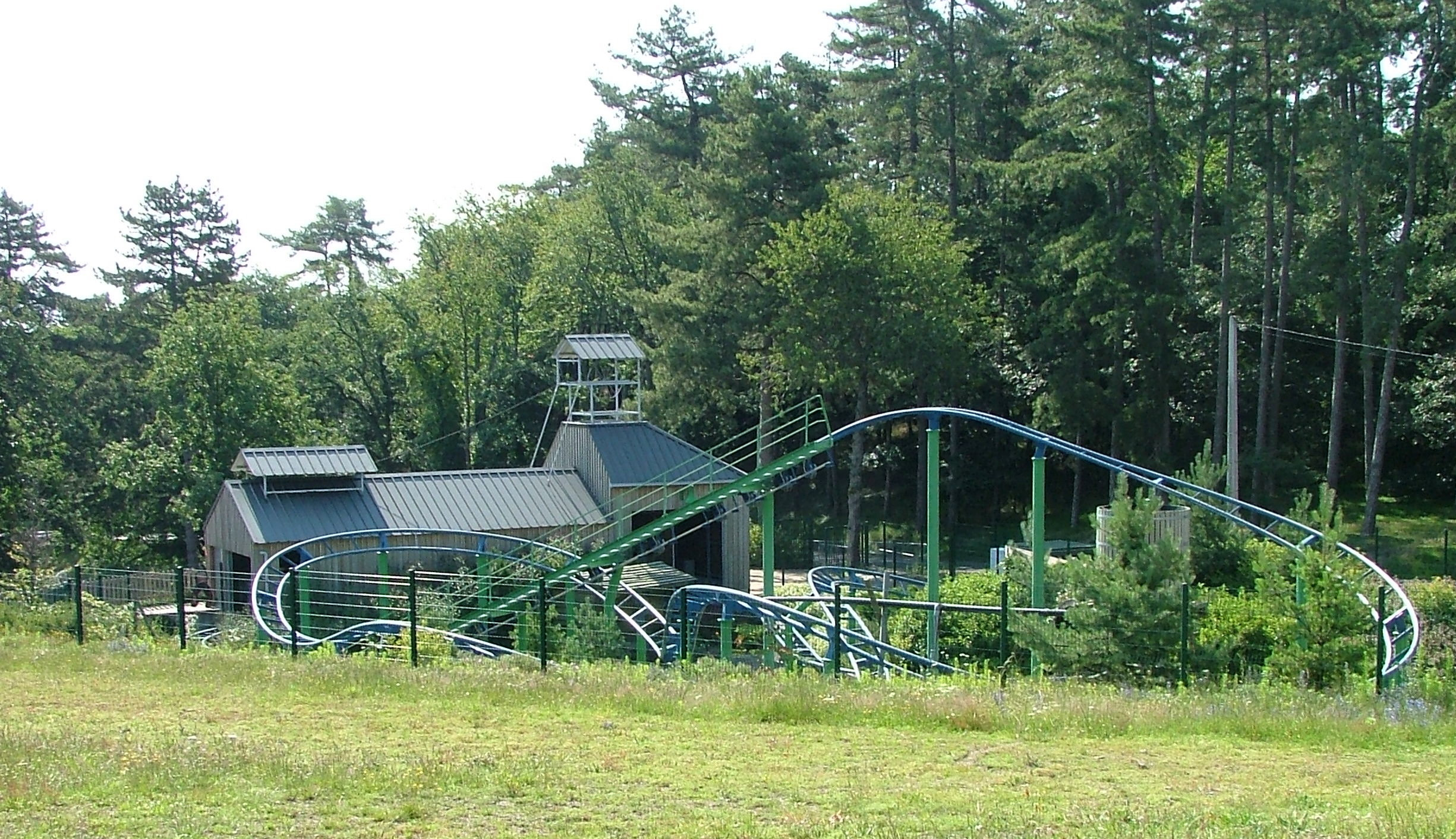
Déval'Train
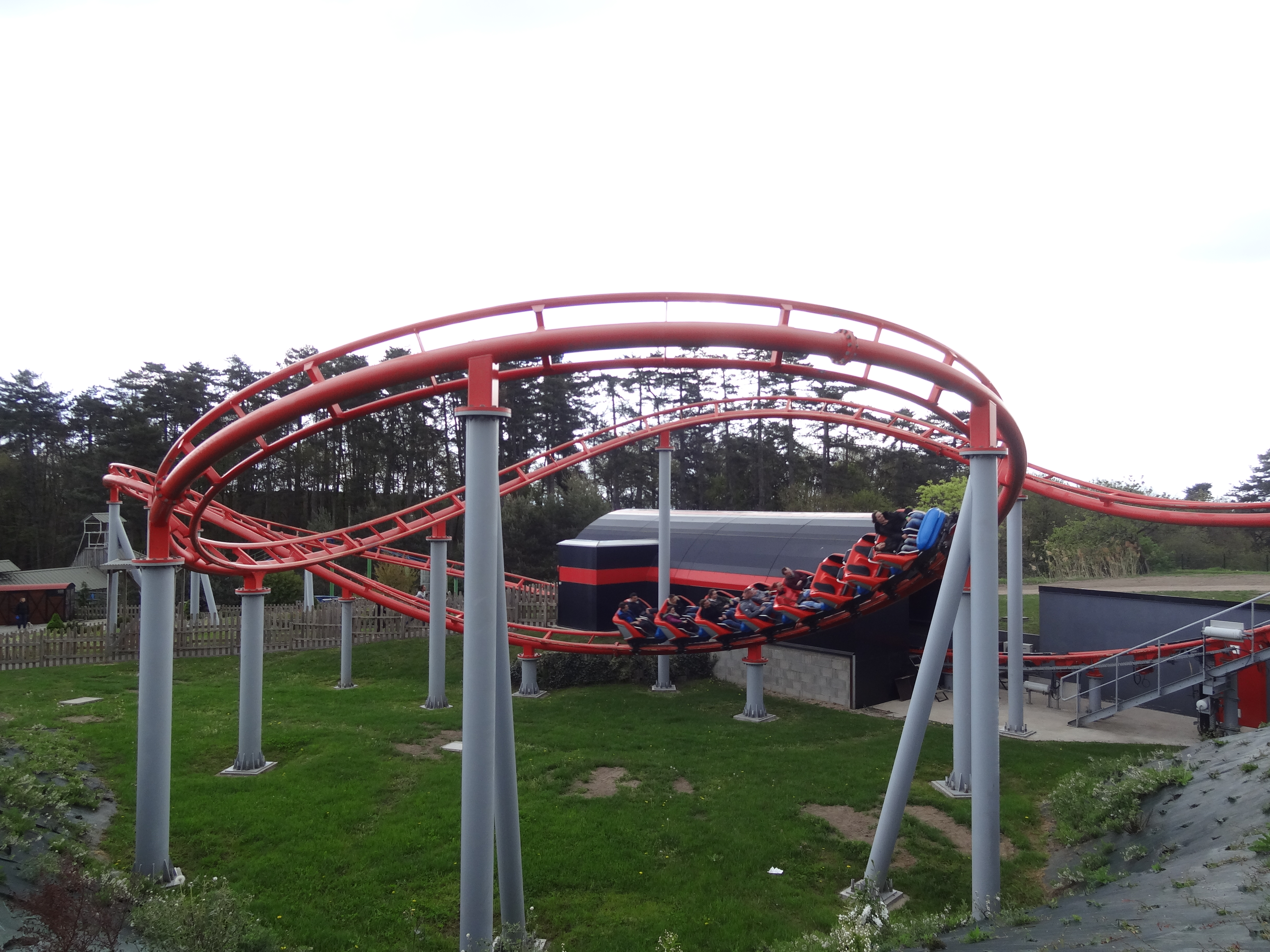
Le Boomerang
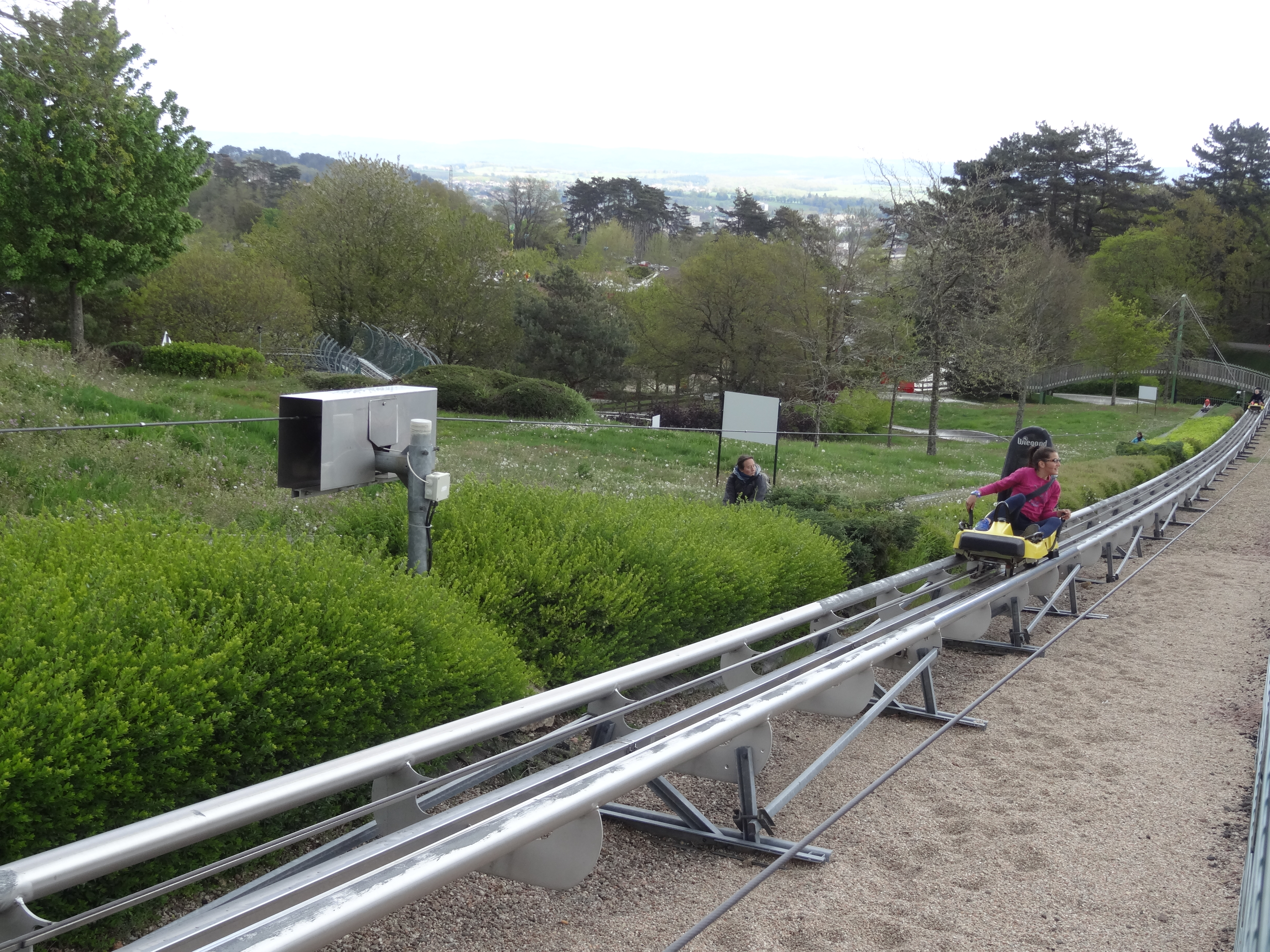
Alpine Coaster

### Autres attractions
- Le train des deux vallées - Chemin de fer touristique
- 241 P 17 - Locomotive à vapeur - Schneider et Cie
- La Luge d'été - Luge d'été - Wiegand - 1996
- Le Vertingo - Tour de chute pour enfants - Zamperla - 2004
- Nautic Jet - Nautic Jet - Heege Freizeittechnik - 2005
- La Tyrolienne - Tyrolienne - Heege Freizeittechnik - 2006
- Le Grand Galop - Chevaux Galopants - Soquet - 2009
- Le Carrousel - Carrousel - Concept 1900 - 2010
- Les Montgolfières - Balloon Race - Zamperla - 2013
- L'Escadrille - Aerobat - Technical Park - 2014
- La Rivière des Tonneaux - Bûches junior - Soquet - 2015
- Les Aéroplanes - Manège d'avions - Zamperla - 2015
- Les petites chaises volantes - Chaises volantes - Technical Park - 2015
- Canad'R - Flying Fury - Technical Park - 2017
- Woodside 66 - Apollo Sidecars - Technical Park - 2018
- Les Rivières de l'ouest - Bûches - Technical Park - 2019
- La Grande Roue - Grande roue - Technical Park - 2019
- La Ronde des Ecureuils - Tasses - Technical Park - 2020
- Odysseus - Pegasus 30 - Technical Park - 2021
- Les Toucans - Flying dutchman - Technical Park - 2023

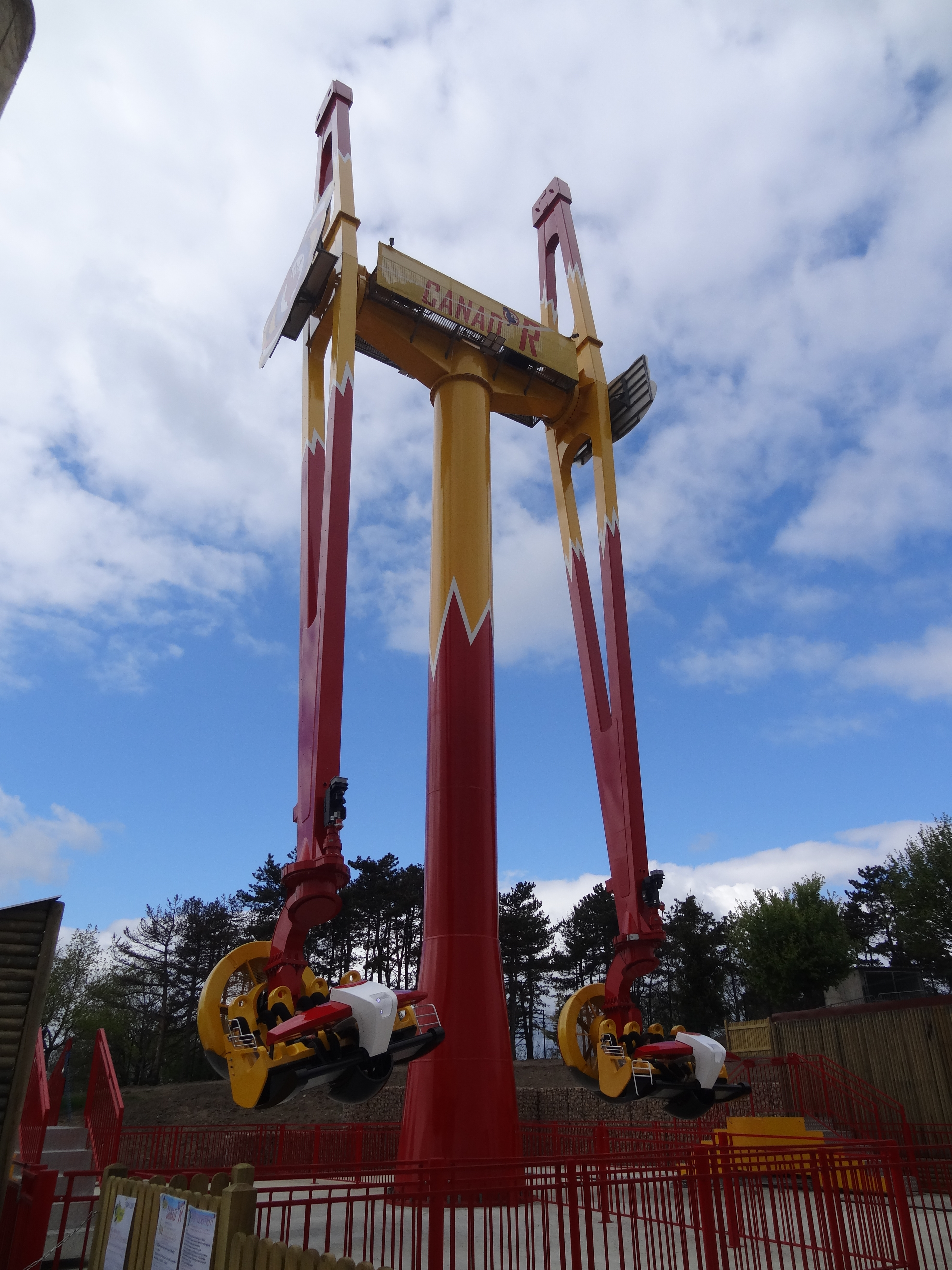
Canad'R
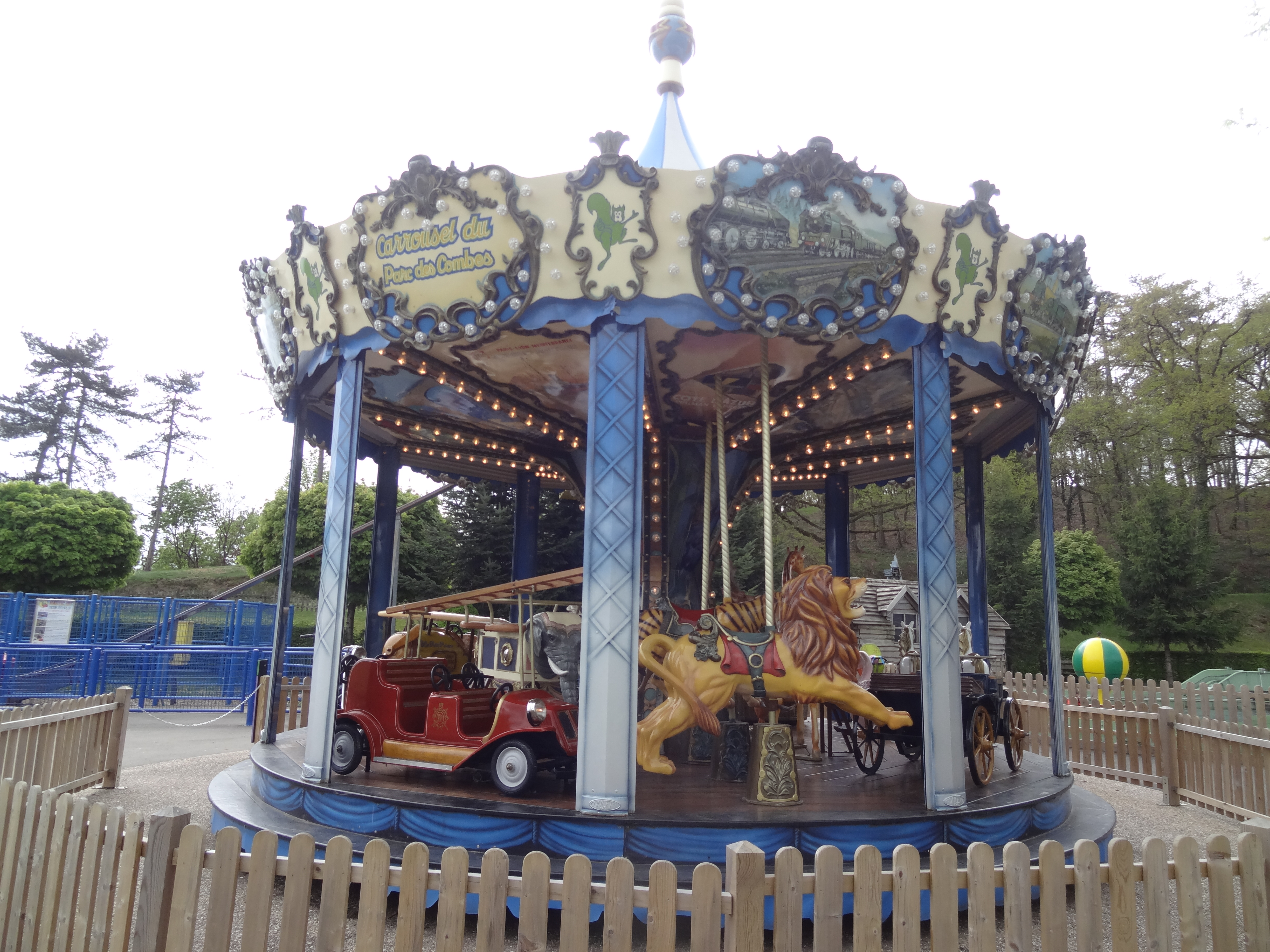
Le Carrousel
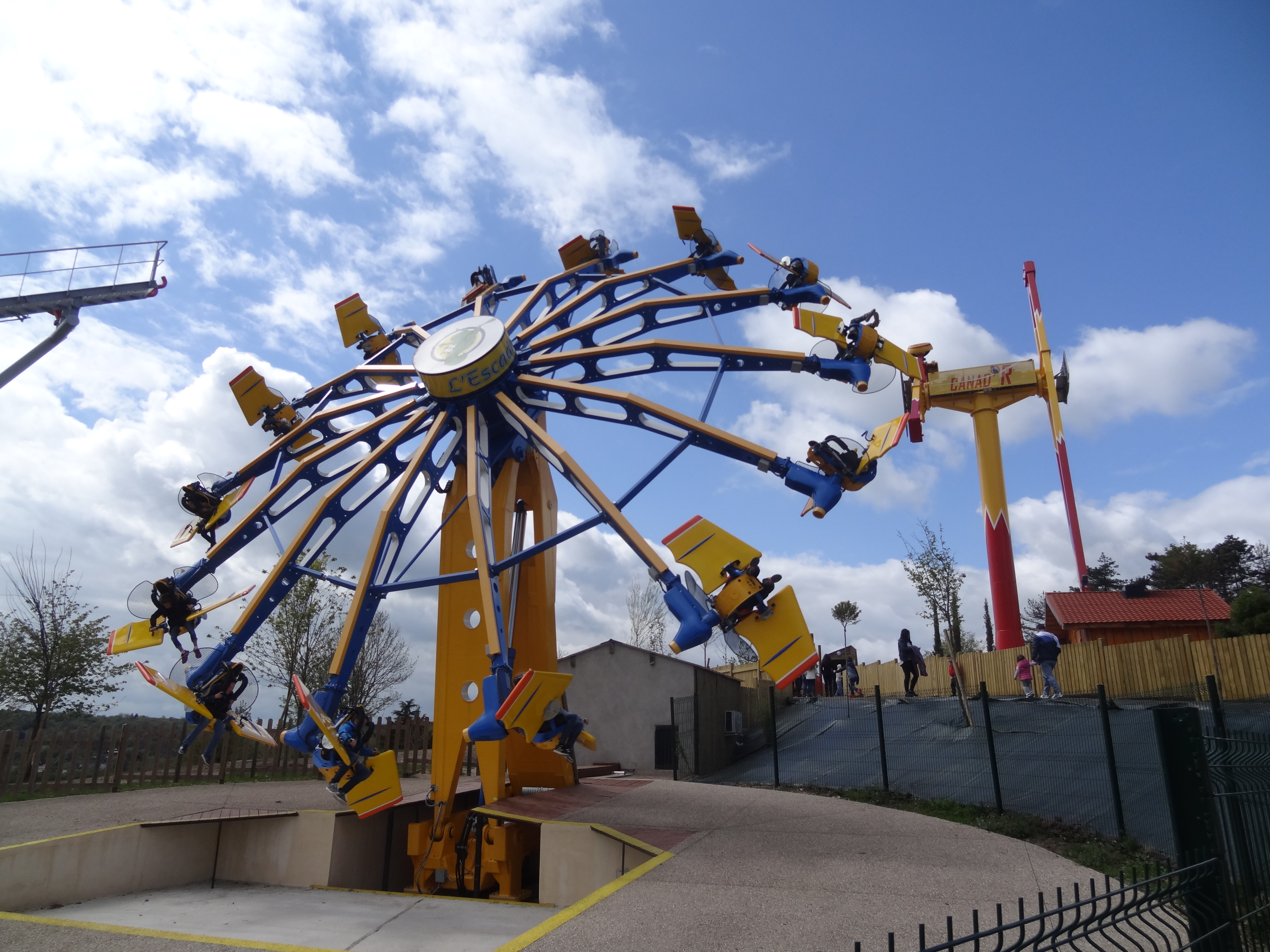
L'Escadrille
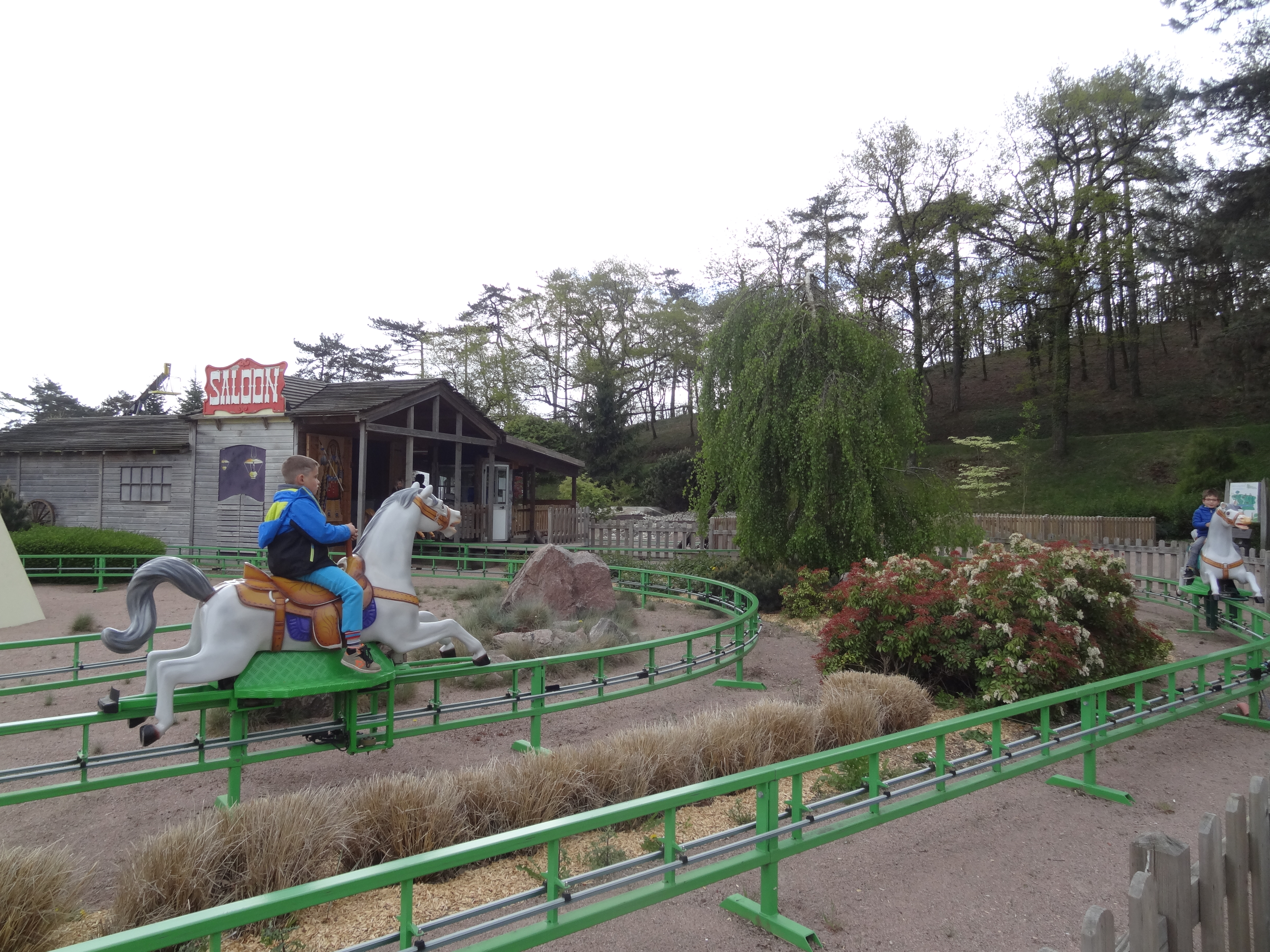
Grand Galop
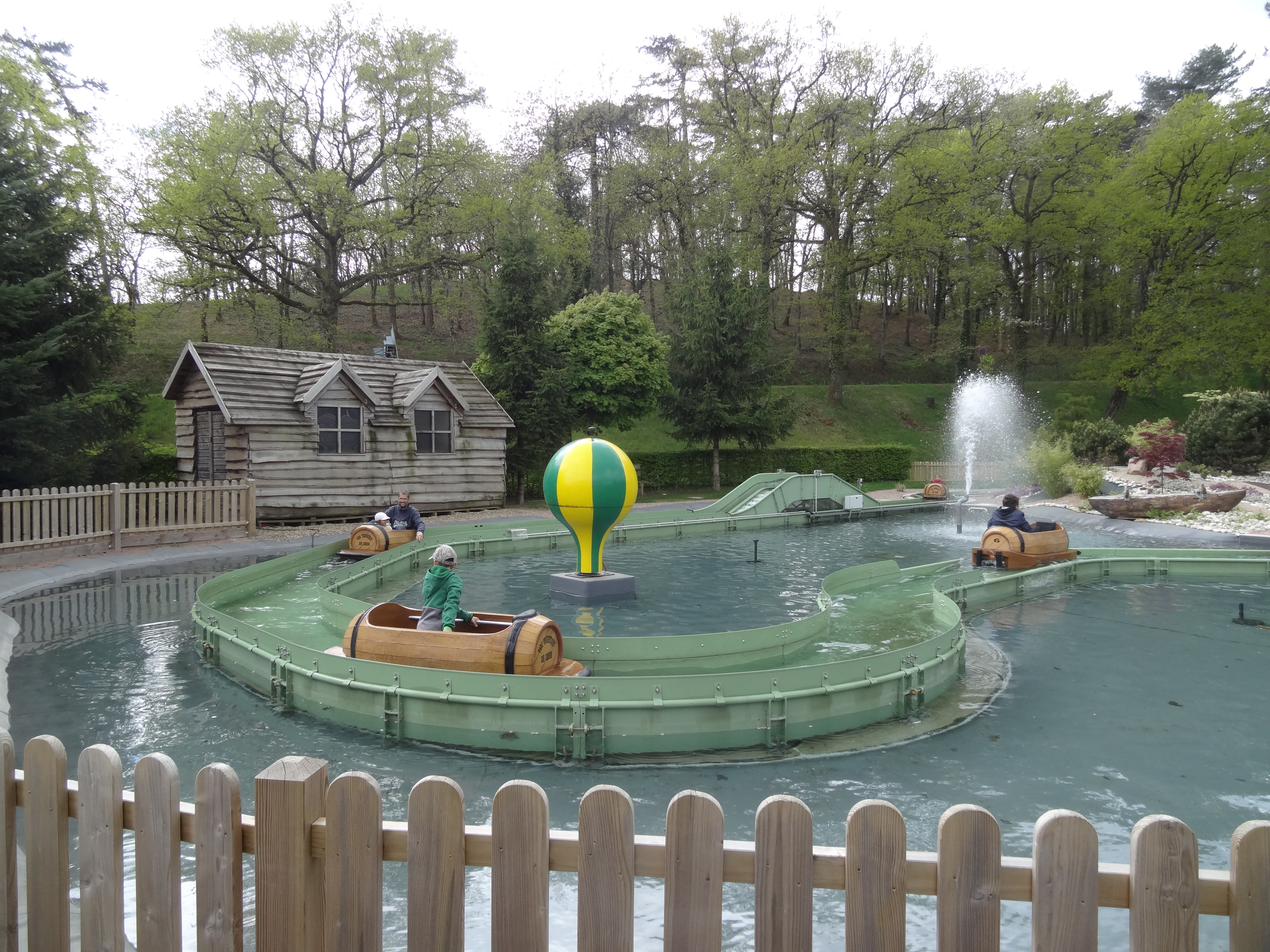
La rivière tonneaux
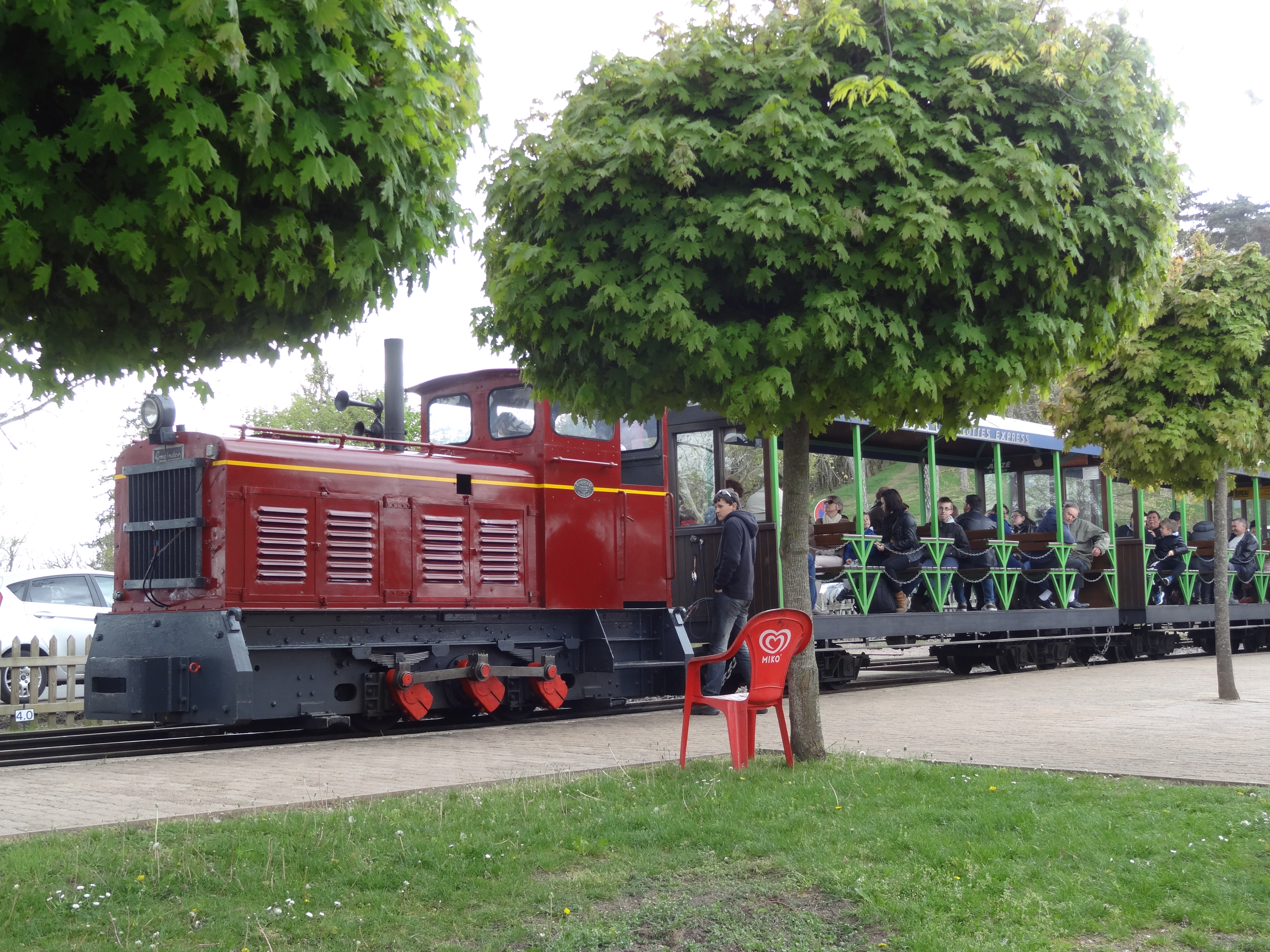
Le train des deux vallées